# عضو النيابة العامة
عضو النيابة العامة في المملكة العربية السعودية هو شخص يحمل الصفة والحصانة القضائية، ويُعين بأمر من الملك، -وقد نص الأمر الملكي بأن يكون لعضو النيابة العامة صفة القاضي، وأكد على استقلالية عضو النيابة العامة وليس لأحد التدخل في عمله، وعدم خضوعه إلا لأحكام الشريعة الإسلامية أو الأنظمة المرعية - ويعتبر منصب عضو النيابة العامة منصب حساس جداً لأنه يمثل حجر الزاوية في العدالة الجنائية إذا أن أعضاء النيابة العامة وفق النظام السعودي يملكون سلطتي التحقيق والإتهام والمطالبة بالحكم بأقصى العقوبات، مما يعطي حساسية ومسؤلية كبيرة على جهاز النيابة العامة وأعضائها، ويسمى من بيده سلطة التحقيق في معظم الدول (قاضي التحقيق).
يمارس عضو النيابة العامة وفق النظام السعودي التحقيق والإدعاء في كافّة الجرائم التي تقع في الدولة مثل جرائم الفساد، وجرائم الوظيفة العامة، والجرائم الاقتصادية، وجرائم الإعتداء على النفس والمال والعرض وغيرها من الجرائم التي تعاقب عليها الشريعة الاسلامية والانظمة المرعية بالمملكة العربية السعودية، كما أن عضو النيابة العامة مكلف بالرقابة على السجون ودور التوقيف والتأكد من مشروعية وجود من فيها، وحماية حقوق السجناء، ويضاف إلى عمل عضو النيابة العامة الإشراف على تنفيذ الأحكام القضائية، حالاً محل ولي الأمر في شهود تنفيذ العقوبات والتأكد من أنها طبقت بالشكل الصحيح وعدم الحيف فيها. 

## مميزات شاغل هذهالوظيفة
1-الحصانة القضائية.
2- يُعين عضو النيابة العامة لأول مرة بأمر ملكي.
3- يُرقى عضو النيابة العامة بأمر ملكي.
4- يعامل أعضاء النيابة العامة من حيث الرواتب والبدلات والمكافآت والمزايا معاملة نظرائهم في نظام القضاء.
5- الاستقلال التام وعدم الخضوع إلا لأحكام الشريعة الإسلامية، وليس لأحد التدخل في مجال أعمالهم.
6- يحصل عضو النيابة العامة على (شارة) عمل ميدانية ذهبية اللون داخل محفظة جلدية مدون وصف حاملها باللغة العربية والإنجليزية.
7- يتمتع عضو النيابة العامة بجميع الحقوق والمزايا المدنية بنظام الخدمة المدنية والتقاعد المدني.

## إختصاصات النيابة العامة
1- التحقيق في الجرائم.
2- التصرف في التحقيق برفع الدعوى أو حفظها.
3- الإدعاء أمام الجهات القضائية.
4- طلب تمييز الأحكام.
5- الإشراف على تنفيذ الأحكام الجزائية.
6- الرقابة والتفتيش على السجون ودور التوقيف، وأي أماكن تنفذ فيها أحكام جزائية.

## المسميات الأخرى المرادفة لهذه الوظيفة
عضو النيابة العامة، قاضي تحقيق، وكيل النيابة، وكيل النائب العام.